# Monumento funebre di Spinetta Malaspina
Il monumento funebre di Spinetta Malaspina è un complesso scultoreo conservato a Londra nel Victoria and Albert Museum. 

## Storia e descrizione
L'opera del 1430-1435, voluta da Leonardo e Galeotto Malaspina, è dedicata al nobile condottiero Spinetta Malaspina. 
È attribuita a Piero di Niccolò Lamberti (1393-1435), figlio di Niccolò di Piero Lamberti, ad Antonio da Firenze e a Giovanni di Martino da Fiesole. Si trovava nella Chiesa di San Giovanni in Sacco a Verona, fatta edificare dallo stesso feudatario.
La scultura, che celebra le doti militari di Spinetta, venne portata clandestinamente a Londra alla fine dell'Ottocento.